# Великомаресевське сільське поселення
Вели́комаре́севське сільське поселення (рос. Большемаресевское сельское поселение) — муніципальне утворення у складі Чамзінського району Мордовії, Росія. Адміністративний центр — село Велике Маресево.

## Історія
Станом на 2002 рік існували Великомаресевська сільська рада (села Велике Маресево, Сирятіно, присілок Огарьовка) та Мокшалейська сільська рада (села Мокшалей, Пянгелей, селище Красний Воїн).
17 травня 2018 року було ліквідовано Мокшалейське сільське поселення, його територія увійшла до складу Великомаресевського сільського поселення.

## Населення
Населення — 1290 осіб (2019, 1248 у 2010, 1507 у 2002).

## Склад
До складу поселення входять такі населені пункти:
| Населений пункт       | Населення, осіб (2002) | Населення, осіб (2010) |
| --------------------- | ---------------------- | ---------------------- |
| Велике Маресево, село | 840                    | 727                    |
| Красний Воїн, селище  | 6                      | 1                      |
| Мокшалей, село        | 499                    | 422                    |
| Огаревка, присілок    | 23                     | 10                     |
| Пянгелей, село        | 99                     | 72                     |
| Сирятіно, село        | 40                     | 16                     |